# رشلین
رشلین (به آلمانی: Rechlin) یک شهر در آلمان است که در مکلنبورگیشه زنپلاته واقع شده‌است. رشلین ۲٬۲۶۳ نفر جمعیت دارد.